# Naya Rivera
Naya Marie Rivera Dorsey (ur. 12 stycznia 1987 w Santa Clarita, zm. 8 lipca 2020 nad jeziorem Piru w Fillmore w Kalifornii) – amerykańska piosenkarka, aktorka telewizyjna i modelka.

## Życiorys

### Wczesne lata
Urodziła się i dorastała w Santa Clarita w Kalifornii jako córka Yolandy (z domu White), modelki, i George’a Rivery. Miała pochodzenie portorykańskie, afroamerykańskie i niemieckie. Wychowywała się z młodszym bratem Mychalem Rashawnem (ur. 8 września 1990) i młodszą siostrą Nickaylą. Przez większość życia mieszkała w Los Angeles lub w okolicy. Jako małe dziecko uczestniczyła w reklamie Kmart. 

### Kariera

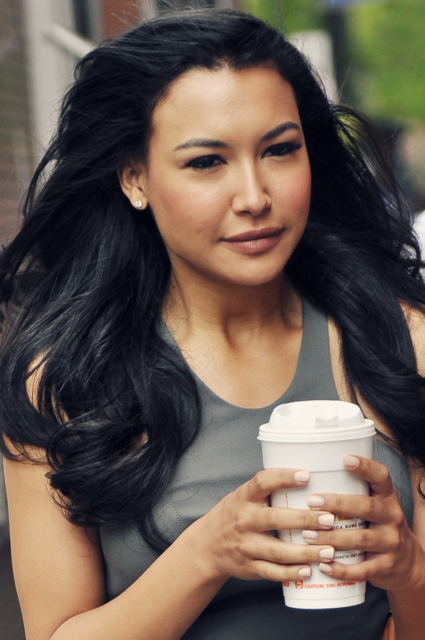
Naya w NYC, 29 kwietnia 2011

W wieku czterech lat wystąpiła w sitcomie CBS Rodzina królewska (The Royal Family, 1991) z Reddem Foxxem i Dellą Reese w roli Hillary Winston, za którą była nominowana do Young Artist Award.
Występowała gościnnie w serialach telewizyjnych, w tym Bajer z Bel-Air (1993), Słoneczny patrol (Baywatch, 1996), 8 prostych zasad (2004) i CSI: Miami (2008). Za rolę cheerleaderki Santany Lopez, granej w musicalowym serialu stacji FOX, Glee (2009–2015) otrzymała ALMA Award jako ulubiona artystka muzyczna 2011 i People’s Choice Award jako ulubiona telewizyjna kumpelka 2014 z Leą Michele.
W 2010 znalazła się na 61. miejscu w zestawieniu 100 najgorętszych kobiet miesięcznika „Maxim”, w 2011 na 43. miejscu, zaś rok później na 27. tej samej listy. 
Wystąpiła w teledyskach B2K - „Why I Love You” (2002) i „1:47” (2002) oraz wideoklipie 2Cellos „Supermassive Black Hole” (2012).
W 2012 poprowadziła galę GLAAD Media Award razem z inną gwiazdą serialu Glee Corym Monteithem. 9 września 2013 w Los Angeles miała miejsce premiera jej pierwszego singla „Sorry”.
W maju 2014 trafiła na okładkę „Cosmopolitan”.

## Życie prywatne
4 października 2013 zaręczyła się z raperem Big Seanem, ale para zerwała zaręczyny w kwietniu 2014 ze względu na pojawienie się w życiu Seana aktorki i piosenkarki Ariany Grande. 19 lipca 2014 w Meksyku wzięła ślub z Ryanem Dorseyem. Mieli syna Joseya Hollisa. Jednak w listopadzie 2016 doszło do separacji, a 14 czerwca 2018 rozwiedli się.

## Śmierć
8 lipca 2020 podczas wycieczki Naya Rivera pływała ze swoim czteroletnim synem w jeziorze Piru w Fillmore w Kalifornii, gdzie wspólnie wypożyczyli łódź pontonową. Około godziny 16 przypadkowy żeglarz natrafił na łódkę, którą samotnie dryfował syn piosenkarki. Jak zeznał chłopiec, po wspólnej zabawie jego mama nie wróciła na łódkę. Chłopiec w momencie znalezienia miał na sobie kamizelkę ratunkową, na pokładzie znaleziono jednak również dodatkową sztukę, najprawdopodobniej należącą do Nayi Rivery. Mimo wielu godzin poszukiwań nie udało się zlokalizować Nayi. Zaginiona piosenkarka została uznana za zmarłą. 13 lipca 2020 policjanci z hrabstwa Ventura przekazali informację o tym, że w jeziorze Ventura znaleziono zwłoki kobiety. Dziennikarze z portalu TMZ.com nieoficjalnie potwierdzili to, że chodzi o zaginioną od kilku dni Nayę Riverę. Tego samego dnia na konferencji prasowej policja potwierdziła, że ciało należy do zaginionej Nayi Rivery. Szeryf Bill Ayub przedstawił hipotezę, że łódka zaczęła odpływać i Riverze wystarczyło siły, by uratować dziecko, ale siebie już nie. Syn aktorki powiedział, że pomogła mu wejść na łódkę, a gdy się odwrócił, zobaczył, że zniknęła pod wodą.

## Filmografia
| Film      | Film                          | Film                   | Film |
| Rok       | Film                          | Rola                   | Notka |
| --------- | ----------------------------- | ---------------------- | --- |
| 2002      | Mistrz kamuflażu              | Captain America Kid    | |
| 2009      | Frankenhood                   | Hottie                 | |
| 2011      | Glee: The 3D Concert Movie    | Santana Lopez/Ona sama | |
| Telewizja |                               |                        | |
| Rok       | Tytuł                         | Rola                   | Notka |
| 1991-1992 | The Royal Family              | Hillary Winston        | Regularna rola |
| 1992-1993 | Family Matters                | Charity                | Odcinki: Just One Date, Heart Strings, Mama's Wedding |
| 1993      | Bajer z Bel-Air               | Cindy                  | Odcinek: Bundle of Joy |
| 1993      | The Sinbad Show               | Gość na imprezie       | Odcinek: It's My Party, I'll Cry If I Want To |
| 1995      | Live Shot                     | Ann                    | Odcinek: Another Day, Another Story |
| 1996      | Słoneczny patrol              | Willa                  | Odcinek: Scorcher |
| 1997-1999 | Inny w klasie                 | Kelly Tanya            | Odcinki: Baby, It's You and You and You, Never Too Young |
| 1999      | The Jersey                    | Dziewczyna             | Odcinek: Be True to You |
| 2002      | House Blend                   | Chloe                  | Pilot serialu |
| 2002      | Świat nonsensów u Stevensów   | Charlene               | Odcinek: Short Story |
| 2002-2004 | Pajama Rama                   | Ona sama               | Gospodyni programu |
| 2002-2006 | The Bernie Mac Show           | Donna                  | Regularna rola |
| 2003      | Soul Food                     | Lauryn                 | Odcinka: Truth's Consequences, Nobody's Child |
| 2004      | 8 prostych zasad              | Miłą dziewczyna        | Odcinek: Halloween |
| 2008      | Przyjaciółki                  | Młoda kobieta          | Odcinek: Stand and Deliver" |
| 2008      | CSI: Kryminalne zagadki Miami | Rachel Calvado         | Odcinek: Power Trip |
| 2009–2015 | Glee                          | Santana Lopez          | Sezon 1: Rola cykliczna od sezonu 2: rola regularna Screen Actors Guild Award for Outstanding Performance by an Ensemble in a Comedy Series (wraz z obsadą Glee) Nominacja: Teen Choice Award for Choice Music: Group (wraz z obsadą Glee) |
| 2015      | Pokojówki z Beverly Hills     | Blanca                 | Sezon 3: Rola drugoplanowa |

## Nagrody
- Nagroda Gildii Aktorów Ekranowych
  - Wygrana: SAG Najlepszy zespół aktorski w serialu komediowym lub musicalu
  - (2009) za Glee